# Kagisano-Molopo
Kagisano-Molopo (officieel Kagisano-Molopo Local Municipality) is een gemeente in het Zuid-Afrikaanse district Dr Ruth Segomotsi Mompati.
Kagisano-Molopo ligt in de provincie Noordwest  en telt 105.789 inwoners. De zetel is in Ganyesa.

## Hoofdplaatsen
Het nationaal instituut voor de statistiek, Stats SA, deelt sinds de census 2011 deze gemeente in in 64 zogenaamde hoofdplaatsen (main place):
Abingdon • Algiers • Athole • Austrey • Bonabona • Bray • Bull Run • Dipudi • Eksdale • Eureka • Ga-Modikwe • GaMokonyane • GaMontshonyana • GaMotsage • Ganyesa • GaRapipa • Goodwood • Itireleng • Kabayatlhose • Kagisano NU • Kagiso • Kgokgojane • Kgokgole • Khunkwi • Kibitwe • Kokwane • Konke • Kudunkwane • Kwareyathlose • Leeublaar • Lokgeng • Lotlapakgoro • Louwna • Mabone • Madinonyane • Maeng A • Maeng B • Makala a Thutlwa • Mapitiki • Matlhabatlhaba • Metsaneng • Mmagabue • Mmaphuti • Monetsi • Morokwaneng • Morokweng B • Moswana • Newnham • Ophir • Pembroke • Phaheng • Piet Plessis • Pomfret • Povall • Rusten • Setabeng • Southey • Tlakgameng • Tlapeng A • Tlapeng B • Tseng • Tseoge • Tshetshu • Tuhutsang.